# Ушаково (Дорогобужский район)
Ушако́во — деревня в Смоленской области России, в Дорогобужском районе. Расположена в центральной части области в 22 км к юго-востоку от Дорогобужа.
Население — 227 жителей (2007 год). Административный центр Ушаковского сельского поселения.

## История
Известна как минимум с 1610 года (как село, позже деревня, сельцо). В 1799 года снова село (Варварой Римской-Корсаковой построена каменная церковь Рождества Богородицы). Владельцы: Засецкие, Кременевские, Навашинские, кн. Друцкие-Соколинские, Римские-Корсаковы. Село несколько раз переходило из Дорогобужского в Ельнинское территориальное образование и обратно.

## Экономика
Средняя школа, библиотека, медпункт.